# Bulbophyllum lokonense
Bulbophyllum lokonense är en orkidéart som beskrevs av Rudolf Schlechter. Bulbophyllum lokonense ingår i släktet Bulbophyllum och familjen orkidéer.
Artens utbredningsområde är Sulawesi. Inga underarter finns listade i Catalogue of Life.